# Naruto: Shippuden Filmul: Legături
Naruto: Shippuden Filmul: Legături al seriei anime Naruto: Shippuden se bazează pe seria manga Naruto de Masashi Kishimoto. Naruto: Shippuden Filmul: Legături din Naruto: Shippuden, serie de anime, este regizat de Hajime Kamegaki și produs de Studioul Pierrot și TV Tokyo și a avut premiera pe data de 2 august 2008 la cinema în Japonia.

## Povestea
Un grup misterios de ninja fac un atac surpriză asupra Satului Frunzei, care cauzează daune mari. Coșmarul unui alt  Mare Război Shinobi ar putea deveni o realitate. Sasuke Uchiha, care a plecat din Satul Frunzei să-l omoare pe fratele său, Itachi Uchiha, apare pentru a doua oară în fața lui Naruto Uzumaki într-o locație necunoscută pentru a preveni distrugerea satului.